# Tomás González Rivera
Tomás González Rivera (Madrid, 3 de març de 1963) és un exfutbolista espanyol, que ocupava la posició de migcampista.
Tomás va jugar en la primera divisió espanyola un total de 243 partits, entre 1988 i 1996, tot marcant 19 gols. Va militar al Reial Oviedo (88/89], València CF (89/94) i Racing de Santander (94/96). Va formar part de l'equip titular valencianista en la primera meitat de la dècada dels 90, jugant sobre la trentena de partits per temporada.